# Janipes nymphaeobates
Janipes nymphaeobates är en utdöd fågel i familjen jassanor inom ordningen vadarfåglar. Den beskrevs 1987 utifrån fossila lämningar från oligocen funna i Egypten.